# Savîci, Șepetivka
Savîci (în ucraineană Савичі) este un sat în comuna Hrolîn din raionul Șepetivka, regiunea Hmelnîțkîi, Ucraina.

## Demografie
Componența lingvistică a localității Savîci
     Ucraineană (97,67%)
     Rusă (2,33%)
Conform recensământului din 2001, majoritatea populației localității Savîci era vorbitoare de ucraineană (97,67%), existând în minoritate și vorbitori de rusă (2,33%).